# Débora Giorgi
Débora Adriana Giorgi (Buenos Aires, 21 de octubre de 1959) es una economista y política argentina, que ocupó el cargo de ministra de Industria de la Nación en la presidencia de Cristina Fernández de Kirchner (2008-2015). Anteriormente fue secretaria de Industria y Energía de la Nación (1999-2000) y ministra de Producción de la provincia de Buenos Aires en las gestiones de los gobernadores Felipe Solá y Daniel Scioli (2005-2008).
Actualmente se desempeña como secretaria de Producción en el municipio del La Matanza.
Fue autora de diferentes legislaciones y programas nacionales, provinciales y municipales orientados al aumento de la productividad y de la densidad industrial.

## Biografía

### Comienzos
Giorgi es graduada de la Licenciatura en Economía con diploma de Honor en la Universidad Católica Argentina. Se desempeña como profesora titular ordinaria de la misma Universidad.
En 1989, fundó la consultora Alpha Estudio de Economía y Negocios SA. También fue socia de  González Fraga Macroeconomía SA. 

### Secretaria de Industria y  Energía (1999-2001)
En 1999 fue designada por el presidente Fernando De la Rúa, como Secretaria de Industria, Comercio y Minería. En marzo de 2000 dispuso el fin del Plan Canje, que permitía adquirir automóviles nuevos a menor precio luego de entregar el vehículo actual, aduciendo el alto costo fiscal de la medida. A su vez aumentó las exigencias en el contenido de autopartes nacionales que debían tener los automóviles fabricados en el país.
En agosto de 2000 asume como Secretaria de Energía del mismo gobierno.

### Ministra de Producción de la Prov. de Buenos Aires (2003-2008)
Entre 2002 y 2005 se desempeñó como directora del Centro de Estudios para las Negociaciones Internacionales (CENI) de la Unión Industrial Argentina (UIA). Realizó diferentes colaboraciones para el BID, el Banco Mundial y la CAF.
A partir de 2005 se desempeñó como Ministra de Asuntos Agrarios y Producción de la Provincia de Buenos Aires, bajo las gobernaciones de Felipe Solá y Daniel Scioli. Durante su gestión redactó y logró la sanción de la Ley de Promoción Industrial de la provincia.

### Ministra de Industria de la nación (2008-2015)
En noviembre de 2008, fue designada por la presidenta Cristina Fernández de Kirchner como Ministra de Industria. Continuó la política de industrialización de sus predecesores, desde el 2003 hasta la fecha la cantidad de parques industriales se triplicaron gracias a diversos incentivos estatales, hasta llegar a 300 parques donde funcionan unas 8 mil empresas.
Durante su gestión impulsó diferentes legislaciones sobre incentivos industriales: ley de promoción del software, ley de promoción a la integración de autopartes, programa de desarrollo de proveedores para la industria de petróleo, gas y minería, programa de adaptación competitiva de PyMes, compre municipal, entre otros. Fue una activa negociadora en el ámbito del Mercosur y los acuerdos ALADI y bilaterales con China e India.
En 2011 se presentó el Plan Estratégico Industrial 2020, que proponía medidas para aumentar la productividad de los principales sectores de la industria argentina:
1. Alimentos
2. Cuero, calzado y marroquinería
3. Textil e Indumentaria
4. Foresto-Industrial
5. Automotriz y Autopartes
6. Maquinaria Agrícola
7. Bienes de Capital
8. Materiales para la construcción
9. Química y Petroquímica
10. Medicamentos para uso humano
11. Software y Servicios Informáticos

Durante su gestión la industria textil creció un 9 % en 2009 y un 16 % en el 2010. En el año 2010 la producción industrial creció un 9.7 %, principalmente impulsada por la expansión del 40.6 % en la industria automotriz. El incremento de la venta por unidades en diciembre de 2010, favoreció el aumento del 34.4 % en la facturación, que alcanzó un total de 7443.9 millones de pesos. La producción de cemento se triplicó en 12 años, pasando de cuatro millones de toneladas a doce millones.

### Secretaria de Producción del Partido de La Matanza (2015-actualidad)
En diciembre de 2015 fue presentada como Secretaria de Producción en el gabinete formado por la intendenta de La Matanza, Verónica Magario. En 2016 lanzó el programa "Compre Matanza" que otorga ventajas a los proveedores locales en las licitaciones del estado.

## Cargos públicos
- 1999-2000: Secretaria de Industria, Comercio y Minería
- 2000-2001: Secretaria de Energía
- 2003-2008: Ministra de Asuntos Agrarios y Producción de la Provincia de Buenos Aires
- 2008-2015: Ministra de Industria de la Nación
- 2015-actualidad: Secretaria de Producción del Partido de La Matanza